# NGC 3193
NGC 3193 je galaksija u zviježđu Lavu.

## Vanjske poveznice
- SEDS: NGC 3193